# مایکون دی آندراده باربران
مایکون دی آندراده باربران (انگلیسی: Maycon؛ زادهٔ ۱۵ ژوئیهٔ ۱۹۹۷) بازیکن فوتبال اهل برزیل است.
از باشگاه‌هایی که در آن بازی کرده‌است می‌توان به باشگاه فوتبال کورینتیانس اشاره کرد.
وی همچنین در تیم‌های ملی فوتبال زیر ۱۷ سال برزیل، زیر ۲۰ سال برزیل، و زیر ۲۳ سال برزیل بازی کرده‌است.